# Elasmus inkaka
Elasmus inkaka är en stekelart som beskrevs av Girault 1920. Elasmus inkaka ingår i släktet Elasmus och familjen finglanssteklar. Inga underarter finns listade i Catalogue of Life.